# Gina Parody
Gina María Parody d'Echeona, née le 13 novembre 1973 à Bogota, est une femme politique colombienne. Elle a été Ministre de l'Éducation nationale entre 2014 et 2016 sous la présidence de Juan Manuel Santos.

## Biographie
Gina Parody est en couple avec l'ex-ministre colombienne Cecilia Álvarez Correa.